# Franz Rudolf Fels

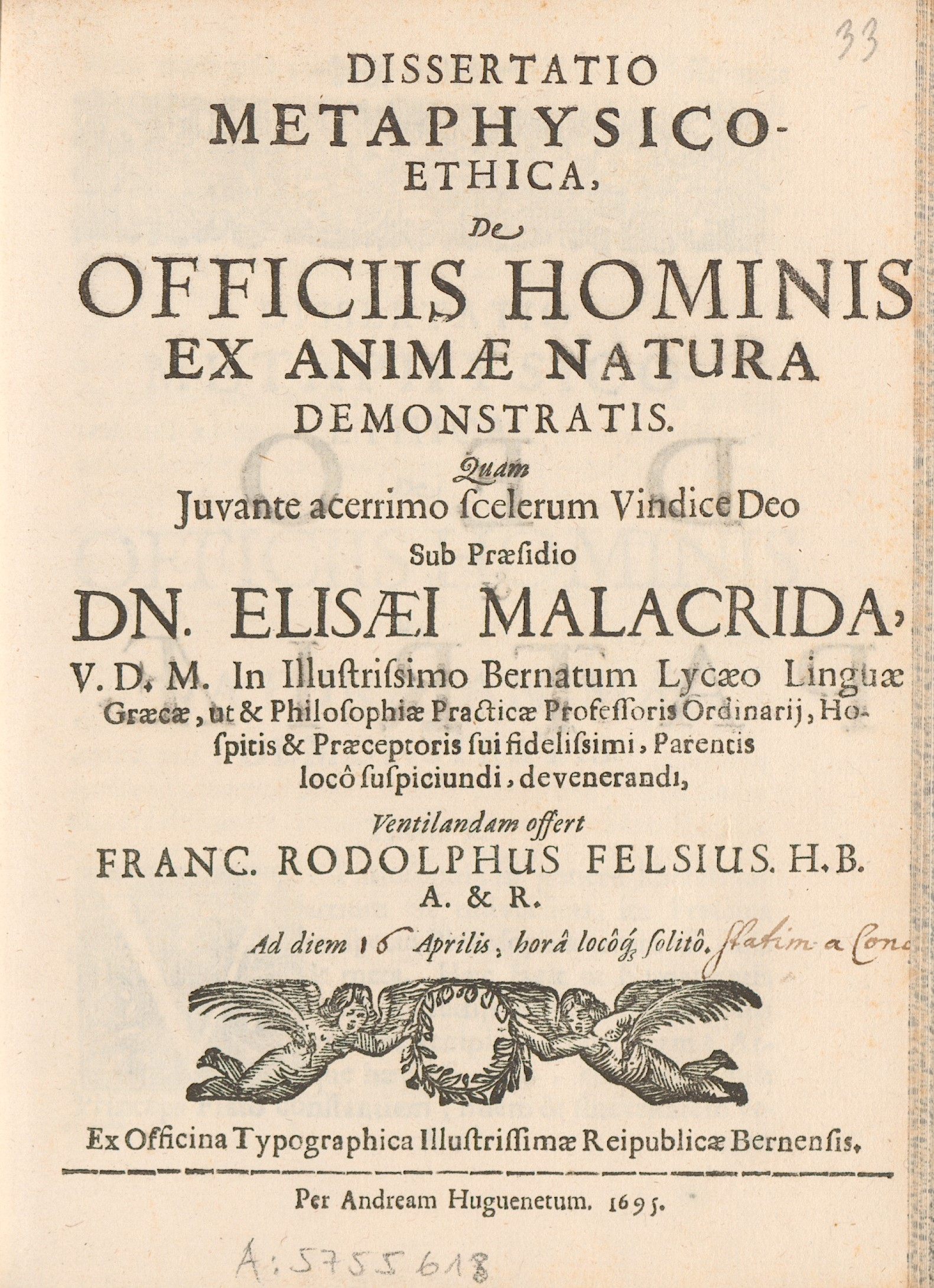
Titelblatt der 1695 erschienenen Dissertation des Franz Rudolf Fels

Franz Rudolf Fels (* 1675; † 31. Mai 1758 in Bern) war ein Schweizer Jurist, Magistrat und Unternehmer.

## Leben
Franz Rudolf kam als Sohn des Hans Rudolf Fels, aus dem  Berner Zweig der Fels, und der Stephanie de Praroman zur Welt. 1695 veröffentlichte er seine bei Elisäus Malacrida eingereichte theologische Dissertation mit dem Titel Dissertatio metaphysico-ethica de officiis hominis ex animae natura demonstratis [...], ab 1701 war er Fürsprecher, in den Jahren 1707 bis 1725 war er mit Niklaus Emanuel Haller, dem Vater Albrecht von Hallers, Teilhaber an der Oberen Druckerei in Bern. 1704 hatte er Susanna Dorothea von Erlach, Schwester des Hieronymus von Erlach geheiratet. Fels gelangte 1718 in den Grossen Rat der Stadt Bern, in den Jahren 1724 bis 1730 war er Landvogt zu Erlach, von 1741 bis 1747 amtete er als Kornherr. 1724 erbte er von seiner Mutter das Rebgut Bougy-St-Martin, das er 1737 seinem Sohn Johann Rudolf Fels abtrat. Die Stadt Erlach führte gegen ihren Landvogt Franz Rudolf Fels einen langwierigen Prozess. Von 1749 bis 1751 war er Amtsstatthalter (Stellvertreter des Landvogts) von Moudon. Von letzterem Amt musste Fels zurücktreten und wurde zu einer Gefängnisstrafe verurteilt. Aus dem Gefängnis schrieb Fels am 21. März 1754 an Albrecht von Haller, bei dem er Schulden hatte. Franz Rudolf Fels hatte seinem Sohn Johann Rudolf Fels Geld geliehen und wäre nun darauf angewiesen gewesen, von diesem geliehenen Geld zurückzubekommen. Von Albrecht von Haller hing nun davon ab, ob Fels des Landes verwiesen wird. In seinem Brief an Haller schlug Fels vor, er könne bei Johann Rudolf Sinner eine Liste von Dingen einsehen, die Fels von seinem Sohn zustünden.

## Schriften
- Dissertatio metaphysico-ethica de officiis hominis ex animae natura demonstratis [...], Bern 1695. DOI:10.3931/e-rara-10220.
- Verkürtzte Gerichts-Satzung Der Statt Bern [...], Bern 1721. Digitalisat in der Staatsbibliothek zu Berlin.